# De vilde svaner
De vilde svaner è un film del 2009, diretto da Peter Flinth e Ghita Nørby, liberamente tratto dalla fiaba I cigni selvatici di Hans Christian Andersen. 

## Trama
Il re ha 11 giovani figli maschi e una femmina, Elisa. Dopo che la madre della nidiata principesca muore il re si risposa con una matrigna malevolente e conoscitrice di magia, che allontana la piccola Elisa perché venga allevata da una contadina, e trasforma gli undici fratelli in altrettanti cigni selvatici. Quando Elisa compie 15 anni torna alla reggia, ma un nuovo incantesimo della matrigna fa sì che il re non la riconosca: Elisa prende dunque a vagare per la foresta alla ricerca dei fratelli.
Scopre infine che i fratelli assumono forma umana solo di notte, mentre durante il periodo diurno sono volatili. Elisa trova aiuto nell'anziana Fatamorgana, ma fra le sue consegne affinché possa liberare i fratelli c'è quella di non proferire parola: in altre parole, deve rimanere come muta. È in questo stato che la scova, nel suo rifugio silvestre, un giovane re, che subito se ne innamora e la sposa, contro il parere delle gerarchie ecclesiastiche, che ritengono possa trattarsi di una strega.
Gli ulteriori avvenimenti, che portano Elisa a frequentare di notte il cimitero (con relativi zombie) per trovare il materiale con cui tessere vesti per i suoi fratelli –grazie alle quali sarebbero stati liberi da ogni incantesimo e restituiti nella loro apparenza umana - non fa che confermare la supposizione: il giovane re, suo malgrado, decide di sottoporre la questione al popolo. Ed il popolo si esprime: Elisa è giudicata strega, e deve essere messa al rogo.
Elisa porta con sé al patibolo le vesti che ha intessuto. Poco prima che venga innescato il fuoco 11 cigni le si posano attorno; Elisa distribuisce loro le vesti, ed essi prendono forma umana; sono i suoi fratelli. Davanti a tale prodigio la condanna viene naturalmente sospesa, il popolaccio - che era morbosamente accorso per prender visione della macabra esecuzione - si ritira, così come il vescovo, smentito nei suoi convincimenti pregiudiziali dal miracolo presente.
Elisa e i suoi fratelli entrano, redenti, nel castello del giovane re.